# Municipio de Pebble (Nebraska)
El municipio de Pebble (en inglés: Pebble Township) es un municipio ubicado en el condado de Dodge en el estado estadounidense de Nebraska. En el año 2010 tenía una población de 489 habitantes y una densidad poblacional de 5,27 personas por km².

## Geografía
El municipio de Pebble se encuentra ubicado en las coordenadas 41°41′30″N 96°43′23″O / 41.69167, -96.72306. Según la Oficina del Censo de los Estados Unidos, el municipio tiene una superficie total de 92.85 km², de la cual 90,87 km² corresponden a tierra firme y (2,14 %) 1,99 km² es agua.

## Demografía
Según el censo de 2010, había 489 personas residiendo en el municipio de Pebble. La densidad de población era de 5,27 hab./km². De los 489 habitantes, el municipio de Pebble estaba compuesto por el 98,36 % blancos, el 0,2 % eran afroamericanos, el 0,61 % eran amerindios, el 0,2 % eran asiáticos y el 0,61 % eran de una mezcla de razas. Del total de la población el 1,23 % eran hispanos o latinos de cualquier raza.